# Miridiba castanea
Miridiba castanea är en skalbaggsart som beskrevs av Waterhouse 1875. Miridiba castanea ingår i släktet Miridiba och familjen Melolonthidae. Inga underarter finns listade i Catalogue of Life.